# Primeira lei da geografia
A primeira lei da geografia foi formulada por Waldo Tobler em 1970:
Todas as coisas estão relacionadas com todas as outras, mas coisas próximas estão mais relacionadas do que coisas distantes.— Waldo Tobler
Esta primeira lei é a base dos conceitos fundamentais de dependência espacial e autocorrelação espacial e é utilizado especificamente para o método de ponderação de distância inversa para interpolação espacial e para apoiar o teoria de variáveis regionalizadas para krigagem. A primeira lei da geografia é a suposição fundamental usada em todas as análises espaciais. 
Analisando as duas partes da lei de Tobler vê-se que "Todas as coisas estão relacionadas com todas as outras" implica que, em um sentido amplo, todos os lugares e características geográficas estão interconectados de alguma forma. Nada existe isoladamente em termos de geografia; há sempre alguma forma de conexão ou interdependência. Em seguida, "Mas coisas próximas estão mais relacionadas do que coisas distantes" é onde está o cerne da lei. Essa segunda parte da frase enfatiza que a proximidade geográfica intensifica as relações. Em outras palavras, locais que estão próximos uns dos outros têm uma influência mais significativa uns sobre os outros em comparação com locais mais distantes. Isso reflete a observação comum de que interações sociais, econômicas e culturais tendem a ser mais intensas entre comunidades próximas. 
A primeira lei da geografia é crucial para entender padrões espaciais, fluxos e interações em várias escalas geográficas. Ela também tem implicações em disciplinas como urbanismo, planejamento regional, economia espacial e ciência social, onde a proximidade física desempenha um papel fundamental na dinâmica das relações humanas e ambientais. 

## Correlações
A primeira lei da geografia de Tobler, conhecida como a Lei da Primeira Lei da Geografia, destaca a ideia de que tudo está relacionado, mas a proximidade física intensifica essas relações. Isso significa que locais próximos têm uma influência mais forte uns sobre os outros do que locais distantes. Quando relacionamos essa lei com a lei da procura, podemos fazer algumas conexões interessantes. A lei da procura, na economia, sugere que a demanda por um bem ou serviço é inversamente proporcional ao seu custo, presumindo que outros fatores permaneçam constantes. Isso significa que, em geral, as pessoas tendem a buscar bens ou serviços mais próximos e acessíveis. 
Ao aplicar essas ideias em conjunto, podemos interpretar que as interações entre locais, sejam sociais, econômicas ou culturais, são mais intensas entre áreas geograficamente próximas. Isso pode ser relacionado à facilidade de comunicação, troca de recursos e intercâmbio cultural que tendem a ocorrer mais naturalmente entre comunidades próximas. Portanto, as leis de Tobler e a lei da procura compartilham uma perspectiva de proximidade física como um fator crucial nas relações e interações, seja no contexto da geografia ou da economia. 
Está também relacionado às ideias de Isaac Newton sobre a gravitação universal e é essencialmente sinónimo com o conceito de dependência espacial que é o alicerce da análise espacial. Além disso, é o princípio fundador em que é baseado o entendimento e medidas corretivas para autocorrelação espacial. A ideia de que "coisas próximas estão mais relacionadas do que coisas distantes" pode ser comparada ao conceito newtoniano de que a força de atração entre duas massas é diretamente proporcional ao produto de suas massas e inversamente proporcional ao quadrado da distância entre elas. Ambos os princípios destacam a importância da proximidade na determinação das interações entre entidades. Essa lei também é fundamental para a análise espacial e é sinônimo do conceito de dependência espacial. 
A dependência espacial refere-se à influência mútua entre as entidades em locais próximos. Em outras palavras, a autocorrelação espacial sugere que valores semelhantes tendem a ocorrer em locais próximos uns aos outros. Na prática, a compreensão da primeira lei da geografia e a consideração da dependência espacial são cruciais para a análise de padrões espaciais, tomada de decisões geográficas e formulação de políticas. Esses princípios são frequentemente aplicados em campos como geografia, ciência regional, economia espacial e planejamento urbano. O reconhecimento da autocorrelação espacial permite a implementação de medidas corretivas mais eficazes em análises estatísticas e modelagem espacial.

## Consequências
A primeira lei da geografia de Tobler, que postula que "Todas as coisas estão relacionadas com todas as outras, mas coisas próximas estão mais relacionadas do que coisas distantes", transcende o âmbito geográfico e permeia diversas esferas da vida humana e das ciências. Vamos explorar mais detalhadamente as implicações dessa lei em diferentes contextos. A proximidade geográfica é muitas vezes associada a ecossistemas de inovação. A presença física de empresas, instituições de pesquisa e empreendedores em uma determinada região pode promover colaborações mais estreitas e o intercâmbio de ideias, fomentando o surgimento de soluções inovadoras. Em saúde pública, a primeira lei da geografia é vital para entender a propagação de doenças. A proximidade facilita a transmissão, e o controle de surtos muitas vezes requer medidas específicas em áreas geograficamente próximas. A concentração de instituições educacionais em uma área geográfica pode criar um ambiente propício para o aprendizado e a pesquisa avançada. Estudantes e acadêmicos se beneficiam da proximidade de recursos intelectuais. Em cidades inteligentes, a proximidade física influencia a eficiência da infraestrutura digital. Locais próximos são mais propensos a compartilhar uma conectividade robusta, facilitando a implementação de tecnologias avançadas. 
A proximidade geográfica desempenha um papel na compreensão dos padrões climáticos e na distribuição de ecossistemas. Mudanças em uma área podem afetar ecossistemas vizinhos, destacando a necessidade de abordagens integradas.  A primeira lei da geografia também tem implicações na análise de desigualdades sociais e econômicas. Regiões próximas podem experimentar desenvolvimentos distintos, contribuindo para disparidades que precisam ser consideradas em políticas de justiça social. Considerações geográficas são essenciais para otimizar sistemas de transporte. Proximidade física afeta a eficiência logística e a conectividade entre diferentes modos de transporte. Em síntese, a primeira lei da geografia não apenas esboça uma observação sobre a relação espacial, mas serve como uma bússola para compreendermos a complexidade e a interconexão entre fenômenos em diversos campos do conhecimento e da prática humana. Essa compreensão é vital para a tomada de decisões informadas e para o desenvolvimento sustentável em uma sociedade cada vez mais interligada. 

## Plano de fundo
“O fenômeno externo a uma área de interesse afeta o que acontece internamente.” Waldo Tobler 
Tobler apresentou sua ideia seminal pela primeira vez durante uma reunião da Comissão de Métodos Qualitativos da União Geográfica Internacional realizada em 1969 e posteriormente publicado por ele em 1970 em sua publicação "Uma filme computadorizado simulando o crescimento urbano da região de Detroit". Tobler provavelmente não estava falando muito sério quando ele originalmente invocou a primeira lei e, em vez disso, estava explicando as limitações trazidas pelos computadores da década de 1970. Ele certamente não achava que seria tão proeminente na geografia como é hoje. 
Embora simples na sua apresentação, esta ideia é profunda. Sem ele, “toda a gama de condições em qualquer lugar da superfície da Terra poderia ser compactada em qualquer pequena área”. Não haveria regiões de condições aproximadamente homogêneas a serem descritas atribuindo-se atributos a objetos de área. As superfícies topográficas variariam caoticamente, com declives infinitos por toda parte, e os contornos de tais superfícies seriam infinitamente densos e contorcidos. A análise espacial e, na verdade, a própria vida, seriam impossíveis.  Embora Tobler seja o primeiro a apresentar o conceito como a primeira lei da geografia, ele existia de alguma forma como um conceito antes dele. Em 1935, R.A. Fisher disse “o fato amplamente verificado de que áreas próximas são geralmente mais parecidas, conforme avaliado pelo rendimento das colheitas, do que aquelas que estão mais distantes”. Tobler foi informado disso por um revisor e parece ter criado a primeira lei de forma independente. 
A lei de Tobler foi proposta no final da revolução quantitativa na geografia, que viu uma mudança no sentido do uso sistemático e científico métodos em geografia. Este paradigma mudou a disciplina de uma geografia idiográfica para uma legislação empírica nomotética geografia. Esta abordagem legislativa conduziu à aceitação de Tobler' A lei de ;, e a lei de Tobler podem ser vistas como um produto direto da revolução quantitativa.   
Em 2003, a Associação Americana de Geógrafos realizou um painel intitulado "Sobre a Primeira Lei da Geografia de Tobler," com painelistas selecionados para representar diversos interesses geográficos e suas perspectivas filosóficas sobre a Primeira Lei de Tobler.  Em 2004, a revista revisada por pares, que complementa a primeira: segunda lei Nesta publicação, Tobler discutiu sua menos conhecida  É digno de nota que esta seção também teve um artigo de Tobler intitulado "Sobre a Primeira Lei da Geografia: Uma Resposta, " que continha sua resposta ao painel de 2003 e uma visão sobre a primeira lei. incluía uma seção intitulada "Métodos, Modelos e Fórum GIS: Sobre a Primeira Lei da Geografia de Tobler" que continha vários artigos revisados por pares de membros do painel de 2003, nos Anais da Associação de Geógrafos Americanos . 

## Fundamentos
A teoria baseada no conceito de fricção da distância postula que a própria distância atua como um obstáculo à interação entre lugares, sendo esse obstáculo denominado custo. Quanto mais distantes dois lugares estão, maior é o desafio ou custo associado à interação entre eles.  A teoria se fundamenta na ideia de que a distância cria uma "fricção", dificultando a interação entre locais. Esse obstáculo, ou custo, pode ser exemplificado considerando a relutância das pessoas em ultrapassar grandes distâncias para realizar tarefas cotidianas. Por exemplo, é menos provável que alguém atravesse uma cidade para comprar um simples sanduíche, em comparação a caminhar até a loja da esquina para adquirir o mesmo produto. Nesse contexto, o obstáculo, ou custo, é claramente percebido em termos de tempo (tanto a quantidade de tempo quanto o seu valor), custos de transporte e a energia física necessária para a locomoção. Esses fatores adicionam-se ao preço de compra do sanduíche, resultando em níveis elevados de fricção. 
A fricção da distância e o correspondente aumento de custos combinam-se para criar o que é conhecido como o "efeito de decadência da distância". Em outras palavras, à medida que a distância entre dois lugares aumenta, a probabilidade de interação entre eles diminui devido aos custos adicionais associados à superação dessa distância. Esse fenômeno é essencial para compreender os padrões de interação humana, comportamento do consumidor e até mesmo para o planejamento urbano, onde a minimização da fricção da distância muitas vezes impulsiona decisões e preferências locacionais. 

## Controvérsia
A controvérsia em torno da primeira lei de Tobler reflete o debate contínuo na academia sobre sua utilidade e originalidade. A observação de que Tobler pode ter formulado a lei de maneira independente, mas que ela guarda semelhanças com conceitos anteriores, destaca a complexidade e a interdisciplinaridade das teorias geográficas.  A primeira lei de Tobler, embora tenha sido formulada de maneira independente por Waldo Tobler, tem sido objeto de escrutínio e contestação. Uma crítica aponta para uma possível semelhança com uma frase presente no livro de R.A. Fisher, datado de 1935. Essa observação suscita questões sobre a originalidade da primeira lei de Tobler e sua possível inspiração em ideias anteriores. 
Alguns acadêmicos expressaram a visão de que a primeira lei de Tobler pode ser considerada limitada em sua abordagem. Para abordar essas limitações, propostas de emendas foram apresentadas. Um exemplo notável é a proposta de Robert T. Walker, que integra a primeira lei de Tobler com o conceito de acessibilidade de von Thünen. Essa abordagem resulta na formulação da "Lei Tobler-von Thünen," que declara que "Tudo está relacionado com todo o resto, mas as coisas próximas estão mais relacionadas do que as distantes, como consequência da acessibilidade." A inclusão do conceito de acessibilidade enriquece a explicação da primeira lei de Tobler, reconhecendo que a facilidade de acesso desempenha um papel crucial nas relações espaciais. Essa emenda busca fornecer uma compreensão mais abrangente dos padrões de interação entre lugares, incorporando elementos de conectividade e disponibilidade. 
A evolução da primeira lei de Tobler através de propostas como a Lei Tobler-von Thünen ilustra a natureza dinâmica da teoria geográfica e a disposição contínua da comunidade acadêmica para aprimorar e expandir conceitos estabelecidos. Essas discussões contribuem para o enriquecimento do campo da geografia e ressaltam a importância de considerar perspectivas multidisciplinares na compreensão das complexas relações espaciais. 
Além das propostas de emendas à primeira lei de Tobler, a controvérsia e as discussões em torno dela estimularam a busca por uma compreensão mais refinada das interações espaciais. Vários pesquisadores e estudiosos contribuíram para essa discussão, oferecendo perspectivas adicionais e enriquecedoras. Quanto à Contextualização Geográfica, pode-se dizer que a validade da primeira lei de Tobler pode variar em diferentes contextos geográficos. O grau de interdependência entre locais próximos e distantes pode ser influenciado por fatores específicos de uma região, como topografia, infraestrutura de transporte e densidade populacional. O avanço da tecnologia e a globalização introduziram novos elementos na equação das interações espaciais. As tecnologias de comunicação e transporte alteraram a dinâmica das relações, mitigando, em alguns casos, os efeitos da distância. 
Considerar o aspecto temporal é fundamental. Mudanças ao longo do tempo, como desenvolvimentos tecnológicos, variações nas infraestruturas e transformações socioeconômicas, podem impactar a aplicabilidade da primeira lei de Tobler em diferentes períodos. A integração de fatores comportamentais, como preferências individuais, motivações e decisões humanas, pode oferecer uma visão mais completa das interações espaciais. Compreender como as pessoas tomam decisões em relação à proximidade e distância é crucial. Explorar como a primeira lei de Tobler e suas emendas podem informar o planejamento urbano, o desenvolvimento regional e as políticas públicas. Considerar a acessibilidade, custos e padrões de interação é vital para a tomada de decisões informadas. Avanços em tecnologias de georreferenciamento e sistemas de informações geográficas (GIS) oferecem oportunidades para uma análise mais sofisticada das relações espaciais. A integração de dados espaciais em modelos pode refinar as conclusões derivadas da primeira lei de Tobler.  Fomentar o diálogo interdisciplinar entre geógrafos, economistas, urbanistas e outros profissionais pode enriquecer a compreensão das interações espaciais. A troca de perspectivas e métodos pode levar a avanços significativos na teoria e nas aplicações práticas. 